# دوبینکا
شهر دوبینکا (به روسی: Дудинка) در کشور روسیه و در کرای کراسنویارسک واقع شده‌است.